# Housefull 3
Pour plus de détails, voir Fiche technique et Distribution.
Housefull 3 est un film indien en langue hindi co-écrit et réalisé par Sajid-Farhad, sorti en 2016. 
Produite par Nadiadwala Grandson Entertainment, cette comédie d'action est le troisième volet de la série Housefull. Le film met en vedette un casting d'ensemble composé d' Akshay Kumar, Abhishek Bachchan, Riteish Deshmukh, Jacqueline Fernandez, Nargis Fakhri, Lisa Haydon, Chunky Pandey et Jackie Shroff. Le film est sorti le 3 juin 2016 et a connu un succès commercial, rapportant  195 crore dans le monde entier.

## Synopsis
Trois voleurs tentent de voler des bijoux dans un immeuble de Londres, mais sont arrêtés par la police.
Six ans plus tard, Batook Patel, un homme d'affaires riche et prospère, désapprouve le mariage de ses trois belles filles, Ganga, Jamuna et Saraswati, car il croit que les anciennes dames de sa famille étaient condamnées à cause du mariage des membres de sa propre famille. Une nuit, lors d'une soirée entre amis, les filles révèlent à leur amie qu'en secret, elles ont chacune un petit ami. Ganga, Jamuna et Saraswati sont respectivement amoureux de Sandy (qui veut son propre club de football et est actuellement une recrue), Teddy (un aspirant coureur) et Bunty (un aspirant rappeur). Sandy a une double personnalité autodestructrice, «Sundy», qui se réveille chaque fois qu'elle entend le mot «Indien». Cette double personnalité découle du racisme auquel il est confronté. Lorsque les filles parlent d'elles à leur père, Batook prend l'aide d'un propriétaire de restaurant, Aakhri Pasta, qui se déguise en diseuse de bonne aventure de la famille et qui prétend que lorsque les maris des filles verront, parleront ou mettront les pieds pour la première fois dans la maison de Batook, Batook mourra. Les filles, voulant garder leurs petits amis, les font faire semblant d'être handicapés. Sandy fait semblant d'être handicapée, Teddy aveugle et Bunty muet. Au restaurant de Pasta, Batook révèle à Pasta que ses filles sont en fait les filles d'Urja Nagre, un seigneur du crime du monde souterrain. Batook, un ancien associé de Nagre, s'occupe des filles pendant que Nagre est en prison. Batook a prévu de marier les filles à ses trois fils, les voleurs qui ont tenté de voler les bijoux. À son insu, Nagre a immigré à Londres.
Pendant que les filles préparent une statue de cire pour Batook, les garçons se rendent en ville, où il les observe handicapés. Teddy apparaît muet, Bunty estropié et Sandy aveugle. Plus tard, Nagre demande à Batook quels seront les futurs maris de sa fille. Batook dit qu'il connaît trois hommes qui pourraient convenir aux filles. Batook emmène Nagre dans un Gurdwara pour voir ses fils, affirmant qu'ils sont des orphelins qui font du service communautaire. Nagre choisit les trois qui conviennent à ses filles.
Chez Batook, Nagre prétend que Batook lui doit 50 millions de livres. Nagre donne aux garçons 10 jours pour récupérer l'argent, sinon les filles doivent épouser « les garçons choisis ». Durant ces 10 jours, Nagre et « ses fils » vivront également dans la maison de Batook, ce qui signifie que les petits amis des filles devront agir devant eux comme ils ont été observés par Batook et Nagre. Lors d'une fête, les filles enivrent les fils de Batook, Rishi, Rohan et Rajeev. Le lendemain, ils sont heureux d'avoir des relations sexuelles avec leurs filles respectives, seulement pour découvrir qu'ils ont eu des relations sexuelles avec les servantes. Les domestiques demandent une compensation, sinon ils les poursuivront en justice pour viol. Nagre cède aux supplications d'amour de ses filles.
Le lendemain, les filles emmènent leurs garçons à l'église pour se confesser, car elles avaient l'impression qu'elles se moquaient des handicapés en faisant agir les garçons comme s'ils étaient handicapés. Après cela, les garçons (et les filles) se sentent coupables, car ils épousaient les filles uniquement pour l'argent. Ils se rendent à l'entrepôt de Madame Tussauds pour rencontrer leurs petites amies. Ils trouvent plutôt les fils de Batook dont les hommes de main les attaquent. Alors que Teddy et Bunty les combattent, Sandy entend Teddy dire «Indien», et Sundy arrive, essayant de tuer Sandy. Batook arrive également et est victime de chantage de la part des garçons pour diviser la fortune de Nagre en 7 parts. De plus en plus de gens viennent à mesure que les actions augmentent considérablement. Nagre arrive et tente de tuer tout le monde dans l'entrepôt, tandis que les lumières s'allument et s'éteignent. Alors que les filles arrivent, Rishi, Rohan et Rajeev les voient et les menacent d'un couteau devant Nagre. Sandy, Teddy et Bunty se précipitent alors pour sauver les filles, se blessant au passage. Les filles pardonnent aux garçons et le film se termine lorsque Batook révèle toute la planification de l'histoire et que les filles et leurs petits amis se réconcilient avec Urja Nagre, le vrai père des filles.

## Fiche technique
- Titre original : Housefull 3
- Titre original en Hindi : हाउसफुल 3
- Réalisateur : Sajid-Farhad
- Producteur : Sajid Nadiadwala
- Pays de production :  Inde
- Genre : Comédie dramatique, romance, action et film musical
- Dates de sortie :
  - Inde : 3 juin 2016
  - France : 4 juin 2016

## Distribution
- Akshay Kumar : Sandy / Sundi Shah
- Riteish Deshmukh : Teddy Paul
- Abhishek Bachchan : Bunty Malhotra
- Jacqueline Fernandez : Ganga Nagre (Gracy)
- Lisa Haydon : Jamuna Nagre (Jenny)
- Nargis Fakhri : Saraswati Nagre (Sarah)
- Boman Irani : Batook Patel
- Jackie Shroff : Urja Nagre
- Chunkey Pandey : Aakhri Pasta
- Samir Kochhar : Rishi Patel
- Nikitin Dheer : Rohan Patel
- Aarav Chowdhary : Rajeev Patel